# Лю Фэньдоу
Лю Фэньдоу (кит. трад. 刘奋斗, пиньинь Líu Fèn Dǒu; род. 1969, Пекин, КНР) — китайский кинорежиссёр, сценарист, продюсер.

## Биография
Лю Фэньдоу родился в 1969 году в Пекине. Дебют в кинематографе состоялся в 1997 году, когда он написал сценарий к одной из новелл, составляющих полнометражный игровой фильм «Пряный суп любви» (кит. трад. 爱情麻辣烫, англ. Spicy Love Soup, всего над сюжетом работали пять авторов). Лента получила несколько международных призов, хотя основные из них достались режиссёру Яну Чжану. Спустя год опять под руководством Яна Чжана в составе команды сценаристов Лю работает над фильмом «Душ» (кит. трад. 洗澡, англ. Shower), который имел ещё больший зрительский и фестивальный успех (17 международных наград). Третьей совместной работой режиссёра и сценариста стала романтическая лента «Весеннее метро» (кит. трад.  開往春天的地鐵, англ. Spring Subway). На этот раз Лю выступил в роли не только в качестве уже единственного сценариста, но и продюсера картины, в качестве которого он организовал частную компанию Electric Orange Entertainment. Финансирование производства фильма осуществлялось за счёт внебюджетных средств, что снижало цензурную нагрузку и открывало ему дорогу на международные фестивали независимого кино. Однако кинематографисты согласовали сценарий и с официальными структурами КНР, чтобы обеспечить прокат на внутреннем рынке.
В 2003 году Лю Фэньдоу пробует себя в качестве режиссёра драмы «Зелёная шапка». Изначально Лю Фэньдоу должен был снять трёхчасовой фильм из семи историй о взаимосвязи любви духовной и плотской, все герои которых косвенно связаны между собой. Однако продюсерам не удалось добиться достаточного финансирования. Экранизировано было только два сюжета, отчего структура фильма выглядит запутанной и сложной для понимания). При этом фильм получил несколько международных призов и хорошие отзывы критиков, что признавали даже противники творчества Лю Фэньдоу.
К съёмкам новой картины режиссёр приступает только через три года. Взяв за основу новеллу Вана Шо, он сам пишет сценарий и снимает драму «Океан пламени» (кит. трад. 一半是火焰,一半是海水, англ. Ocean Flame) о страстных и непростых взаимоотношениях молодой неопытной девушки и циничного закоренелого преступника. Картина была представлена на Каннском кинофестивале 2008 года в программе «Особый взгляд», семь раз была номинирована на различные кинонаграды, но не получила ни одной из них. По мнению обозревателя «Variety» фильм просто затянут и неубедителен.
В 2011 году Лю Фэньдоу вновь по собственному сценарию снимает комедийную мелодраму «Притворяющиеся супруги» (англ. The Pretending Lovers). Картина большого успеха не имела.

## Фильмография
| Год  |   | Русское название         | Оригинальное название            | Роль                              |
| ---- | - | ------------------------ | -------------------------------- | --------------------------------- |
| 1997 | ф | Пряный суп любви         | 爱情麻辣烫                       | автор сценария (в составе группы) |
| 1999 | ф | Прекрасный новый мир     | 美丽新世界                       | автор сценария (в составе группы) |
| 1999 | ф | Душ                      | 洗澡                             | автор сценария (в составе группы) |
| 2002 | ф | Весеннее метро           | 开往春天的地铁                   | автор сценария, продюсер          |
| 2004 | ф | Зелёная шапка            | 绿帽子                           | автор сценария, режиссёр          |
| 2008 | ф | Океан пламени            | 一半是火焰,一半是海水            | автор сценария, режиссёр          |
| 2008 | ф | Пластиковый город        | 塑料城市                         | автор сценария                    |
| 2011 | ф | Притворяющиеся супруги   | 假装情侣                         | автор сценария, режиссёр          |
| 2012 | ф | Психушка для престарелых | Оригинальное название неизвестно | автор литературной основы         |

## Награды
За фильм «Зелёная шапка»:
- 2004 год, кинофестиваль Трайбека (Нью-Йорк, США) — приз лучшему начинающему режиссёру игрового кино, а также главный приз за лучший игровой фильм.
- 2004 год, Международный кинофестиваль в Салониках — приз FIPRESCI, кроме того, режиссёр был номинирован на главный приз фестиваля — «Золотой Александр»[6].
- 2005 год, Международный кинофестиваль в Сингапуре — приз начинающему кинематографисту Young Cinema Award.